# Discografie van Face to Face
| Discografie van Face to Face | Discografie van Face to Face |
| ---------------------------- | ---------------------------- |
| Studioalbums                 | 11                           |
| Livealbums                   | 3                            |
| Verzamelalbums               | 1                            |
| Ep's                         | 8                            |
| Singles                      | 13                           |
| Videoclips                   | 11                           |

De discografie van Face to Face, een Amerikaanse punkband opgericht in 1991, bestaat uit elf studioalbums, acht ep's, drie livealbums, een verzamelalbum, dertien singles, en een reeks nummers die op andere compilatiealbums staan. Ook heeft de band elf videoclips gemaakt.
De band is tussen 2004 en 2008 een tijd inactief geweest.

## Studioalbums
| Jaar | Titel                         | Label                   | Formaat                |
| ---- | ----------------------------- | ----------------------- | ---------------------- |
| 1992 | Don't Turn Away               | Dr. Strange Records     | cd, lp, cassette       |
| 1995 | Big Choice                    | Victory Music           | cd, lp, cassette       |
| 1996 | Face to Face                  | A&M Records             | cd, lp, cassette       |
| 1999 | Standards & Practices         | Vagrant Records         | cd, cassette           |
| 1999 | Ignorance is Bliss            | Beyond Records          | cd, cassette           |
| 2000 | Reactionary                   | Vagrant Records         | cd, lp                 |
| 2002 | How to Ruin Everything        | Vagrant Records         | cd, lp                 |
| 2011 | Laugh Now, Laugh Later        | People Like You Records | cd, lp, muziekdownload |
| 2013 | Three Chords and a Half Truth | Rise Records            | cd, lp, muziekdownload |
| 2016 | Protection                    | Fat Wreck Chords        | cd, lp, muziekdownload |
| 2018 | Hold Fast: Acoustic Sessions  | Fat Wreck Chords        | cd, lp, muziekdownload |
| 2021 | No Way Out but Through        | Fat Wreck Chords        | cd, lp, muziekdownload |

## Livealbums
| Jaar | Titel          | Label            | Formaat |
| ---- | -------------- | ---------------- | ------- |
| 1995 | Combat Zone    | eigen beheer     | cd      |
| 1998 | Live           | Vagrant Records  | cd      |
| 2019 | Live in a Dive | Fat Wreck Chords | cd, lp  |

## Ep's
| Jaar | Titel                             | Label              | Formaat       |
| ---- | --------------------------------- | ------------------ | ------------- |
| 1994 | Over It                           | Victory Music      | cd, 10" vinyl |
| 1994 | Face to Face/Horace Pinker        | Rhetoric Records   | 7" vinyl      |
| 1996 | Econo Live                        | Vagrant Records    | 10" vinyl     |
| 1999 | So Why Aren't You Happy?          | Beyond Records     | cd            |
| 2002 | Face to Face vs. Dropkick Murphys | Vagrant Records    | cd            |
| 2011 | Rise Against/Face to Face         | Folsom Records     | 7" vinyl      |
| 2012 | All For Nothing                   | Antagonist Records | 10" vinyl     |
| 2013 | The Other Half                    | Rise Records       | 10" vinyl     |

## Verzamelalbums
| Jaar | Titel                                    | Label              | Formaat |
| ---- | ---------------------------------------- | ------------------ | ------- |
| 2005 | Shoot the Moon: the Essential Collection | Antagonist Records | cd      |

## Singles
| Jaar | Titel                    | Album                         | Videoclip? |
| ---- | ------------------------ | ----------------------------- | ---------- |
| 1991 | "No Authority"           | Don't Turn Away               | nee        |
| 1993 | "Disconnected"           | Don't Turn Away               | ja         |
| 1995 | "Debt"                   | Big Choice                    | ja         |
| 1996 | "Paint It Black"         | geen                          | nee        |
| 1996 | "I Won't Lie Down"       | Face to Face                  | ja         |
| 1999 | "God is a Man"           | Ignorance is Bliss            | ja         |
| 2000 | "Disappointed"           | Reactionary                   | ja         |
| 2002 | "The New Way"            | How to Ruin Everything        | ja         |
| 2011 | "It's Not All About You" | Laugh Now, Laugh Later        | ja         |
| 2013 | "Right As Rain"          | Three Chords and a Half Truth | ja         |
| 2016 | "Bent But Not Broken"    | Protection                    | ja         |
| 2016 | "Double Crossed"         | Protection                    | ja         |
| 2017 | "Say What You Want"      | Protection                    | ja         |